# Katie Ellen
Katie Ellen — американський панк-гурт із Філадельфії, штат Пенсільванія, створений у 2015 році Анікою Пайл (Anika Pyle) і Деном Фреллі (Dan Frelly) після того, як розпався попередній гурт Chumped.
У 2017 році вони випустили 7" сингл, міні-альбом і альбом Cowgirl Blues на лейблі Lauren Records.

## Історія
Після того, як гурт Chumped розпався наприкінці 2015 року, Аніка Пайл і Ден Фреллі сформували дует Katie Ellen.
Аніка Пайл назвала гурт на честь телевізійного псевдоніму своєї бабусі — журналістки та радіоведучої на KTLN у Колорадо, на яку її станція подала позов до суду за те, що вона продовжувала використовувати цей псевдонім в інших аспектах своєї кар'єри.
У той час як гурт Chumped у своєму музичному стилі схилялася до поп-панку, Аніка Пайл сказала, що на музичний стиль гурту Katie Ellen більше вплинули жіночі гурти 60-х, та співачки Петсі Клайн (Patsy Cline) і Емі Вайнхаус (Amy Winehouse).
National Public Radio порівняв їх із гуртами Swearin' та P.S. Eliot.
Дует швиденько випустив свій перший демо-мініальбом, Wild <3, у січні 2016 року.
Того ж року вони виступали з Джеффом Розенстоком та гуртами Cayetana, Thin Lips.
Вони випустили сингл «TV Dreams» у жовтні 2016 року на лейблі Lauren Records у Південній Каліфорнії, приблизно в той час, коли до гурту приєдналися Ерік Шеппард (Eric Sheppard) та Ентоні Тінірелла (Anthony Tinnirella).
Їхній дебютний альбом, Cowgirl Blues, був випущений у липні 2017 року також на лейблі Lauren Records.
Через рік гурт випустив мініальбом під назвою Still Life.

## Дискографія

### Альбоми
- Cowgirl Blues — Lauren Records, 12" LP, CD, Cassette, MP3, (2017)[5]

### Мініальбоми
- Wild <3 — Self Released, MP3, (2016)
- Still Life — Lauren Records, 12" EP, CD, Cassette, MP3, (2018)[4]

### Сингли
- TV Dreams — Lauren Records, 7" Single, MP3, (2016)